# 1809 au Nouveau-Brunswick
Chronologie du Nouveau-Brunswick
- 1805
- 1806
- 1807
- 1808
- 1809
- 1810
- 1811
- 1812
- 1813

Cette page concerne des événements survenus en 1809 dans la colonie du Nouveau-Brunswick.

## Événements
- Fondation de Scoudouc.

## Naissances
- 31 janvier : Lemuel Allan Wilmot, lieutenant-gouverneur du Nouveau-Brunswick.
- 3 septembre : John Glasier, député et sénateur.
- 16 octobre : Robert Duncan Wilmot, président du Sénat du Canada et lieutenant-gouverneur du Nouveau-Brunswick.